# Angélica Araujo Lara
Angélica del Rosario Araujo Lara (Tixkokob, Yucatán, 21 de junio de 1964) es una política y arquitecta mexicana, miembro del  Partido Revolucionario Institucional. Fue presidenta municipal de Mérida, Yucatán de  2010, hasta su renuncia en 2012. Fue, de 2012 a 2018, senadora de primera minoría en la LXIII Legislatura del Senado de la República, representando al estado de Yucatán.

## Biografía
Angélica Araujo nació el 21 de julio de 1964 en Tixkokob, Yucatán. Sus padres son Humberto Araujo Hernández (r.i.p) y María del Rosario Lara Báez.
Estudio arquitectura en la Universidad Autónoma de Yucatán. Inició sus actividades profesionales en la  Comisión Ordenadora del Uso del Suelo del Estado de Yucatán y posteriormente se dedicó al ejercicio de su profesión en forma particular. 

## Carrera política
En 2007, la gobernadora de Yucatán Ivonne Ortega la designó directora general del Instituto de Vivienda del Estado de Yucatán, cargo al que renunció en 2009, para ser postulada candidata del PRI a diputada federal por el III Distrito Electoral Federal de Yucatán, resultando ganadora en la elección para el periodo de 2009 a 2012 en la LXI Legislatura. 
El 16 de diciembre de 2009 el PRI de Yucatán anunció su postulación como precandidata de unidad a la presidencia municipal de Mérida en las elecciones de 2010; en consecuencia, el 6 de enero de 2010 solicitó y obtuvo licencia al cargo de diputada federal. Obtuvo la candidatura de su partido a la alcaldía de Mérida. 
El 21 de mayo de 2010 recibió la constancia de mayoría de votos por el Instituto de Procedimientos Electorales y Participación Ciudadana, declarándola triunfadora en los comicios realizados el 16 de mayo y por tanto presidente municipal electa de la ciudad de Mérida, Yucatán, cargo del que tomó posesión el 1 de julio del mismo año. Al triunfar la candidata del PRI sobre la del PAN, se desplazó a este último partido del mando del Ayuntamiento de Mérida, que mantuvo durante 19 años.
El 19 de enero de 2012, tras 18 meses en la alcaldía de Mérida, Angélica Araujo solicitó licencia a su cargo para contender en elecciones del mes de julio de 2012 por un escaño en el Senado de México, proceso en el que resultó perdedora, aunque ocupó el escaño correspondiente por haber accedido al cargo en virtud de la representación proporcional que le otorgó su partido en la LXIII Legislatura del Congreso de la Unión de México.

## Presidencia municipal de Mérida

### Represión del 4 de julio de 2011 (Glorieta de la Paz)

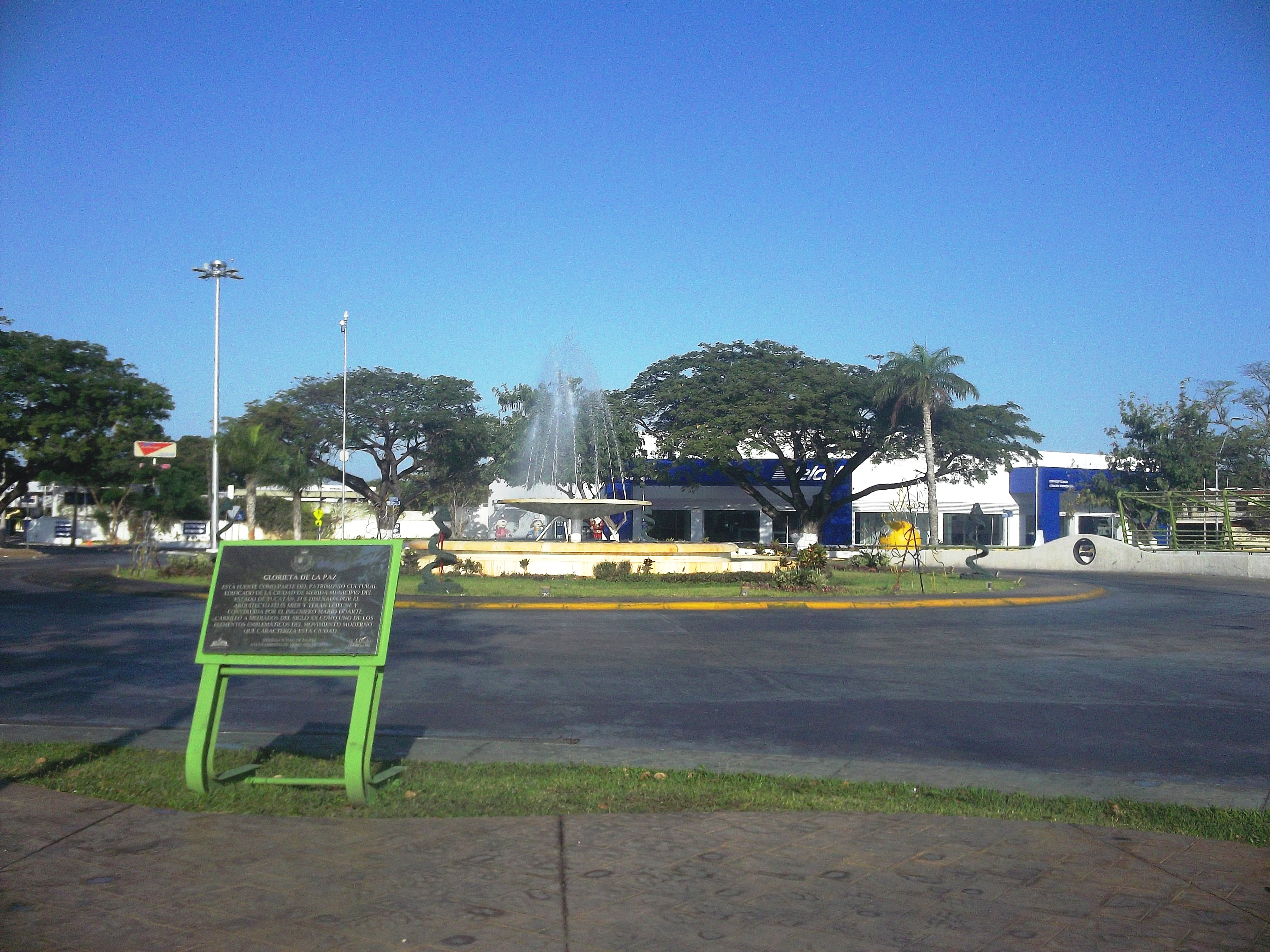
Glorieta de la Paz.

Poco tiempo después de iniciado su gobierno en el municipio de Mérida, la alcaldesa Araujo Lara impulsó, con la ayuda de la gobernadora del estado, Ivonne Ortega Pacheco, un proyecto de obra pública consistente en la construcción de un paso a desnivel en la prolongación del Paseo de Montejo, con la intención expresa de mejorar la vialidad. El proyecto encontró la oposición creciente de un sector de la sociedad de Mérida conformada principalmente por vecinos del sitio, así como de un considerable número de ingenieros y arquitectos que criticaban la eficiencia del proyecto considerando los circuitos viales y la topología de la zona.
Ante la negativa del pueblo, la presidenta municipal reunió a un grupo de funcionarios y parte de la policía municipal para frenar la oposición. Durante una manifestación pacífica de un grupo de personas en el lugar de la obra que empezaba, el 4 de julio de 2011, gente identificada con el gobierno municipal, encabezada por un empleado del ayuntamiento y ante la pasividad de la policía estatal que estaba presente durante el acontecimiento, reprimió con violencia a los manifestantes teniendo como saldo varios heridos. Ni las autoridades municipales, ni las estatales, dieron cuenta y razón de los hechos. A pesar de las acusaciones de los ciudadanos, los hechos se quedaron sin respuesta de las autoridades y se eludió toda responsabilidad del gobierno.